# Éponge
Éponge – rodzaj grubej bawełnianej tkaniny, która jest otrzymywana z przędzy pęczkowatej. Tkanina ta ma strukturę gąbczastą i jest ona zwykle jednobarwna lub w białe, albo kolorowe pasy. Tkanina jest wytwarzana od około 1910 r. Z éponge wytwarzano płaszcze kąpielowe oraz letnie kostiumy.